# Bandera de Maine
La bandera de Maine está conformada por su escudo de armas en un campo azul. En el centro del escudo. un alce descansa bajo un alto pino verde; como tenantes se ubican un agricultor a la izquierda y un marinero a la derecha, representando la tradicional dependencia de este estado por la agricultura y el mar. En la parte superior se encuentra la Estrella del Norte junto al lema del estado Dirigo ("Yo dirijo"), mientras que en la parte inferior se encuentra un lienzo con el nombre del estado. 
No hay colores oficiales para el escudo de armas, por lo que las variaciones en la coloración se pueden ver en las banderas de diferentes fabricantes. El campo azul, sin embargo, se especifica que debe ser el mismo azul que el de la bandera de los Estados Unidos. Según la descripción oficial, la bandera debe tener una franja amarilla de seda y debe tener un cordón de seda de color azul y blanco en torno a la estrella. Estos adornos son observados muy rara vez. 
La Asociación Norteamericana de Vexilología realizó un estudio en 2001 que clasificó la actual bandera de Maine como una de las peores en su diseño. Entre las banderas de los 72 estados y provincias canadienses, la de Maine es clasificada como la 60.ª (la 13.ª peor).

## Historia

Bandera de Maine (1901–1909)

Maine adoptó su primera bandera en marzo de 1901.
El 6 de marzo de ese año se presentó un proyecto de ley a la Cámara de Representantes del Estado que proponía una bandera azul con el sello del estado en el centro;. este diseño, sin embargo, fue reemplazado a los pocos días por uno nuevo, que fue aprobado el día 21 del mismo mes. El diseño aprobado por la legislatura estatal consistía de una bandera de color ante claro (buff), en cuyo centro se ubicaba un pino; en el cantón, en tanto, se ubicó una estrella azul de cinco puntas que hacía referencia a la estrella polar.El pino hacía referencia tanto al sobrenombre que recibe Maine (en inglés: The Pine Tree State, lit. 'El Estado del Pino') como a un símbolo ya utilizado en banderas que hacían referencia a la región de Nueva Inglaterra desde tiempos coloniales.
La bandera, pese a tener buena recepción por los locales en esos años, fue reemplazada en 1909, readoptando la idea original de la bandera azul con el sello estatal en el centro.
En años posteriores, surgieron diversas peticiones para recuperar la bandera de 1901, argumentando que representaba mejor al Estado de Maine y era distintiva en comparación a la de otros estados. A comienzos de los años 2000, diversos locales comerciales comenzaron a utilizar la bandera de 1901 y a vender memorabilia en base a ella, utilizando generalmente una versión simplificada del pino. Un proyecto de ley fue introducido en la Cámara de Representantes en 2019 y 2021, aunque no lograron su aprobación.

Finalmente, el 6 de junio de 2023, la Cámara de Representantes aprobó una propuesta para cambiar la bandera por 66 votos a favor y 64 votos en contra. En agosto de 2024 se presentó formalmente el nuevo diseño, con algunas modificaciones menores. Sin embargo, el nuevo diseño fue rechazado por un 55,71% de los votos frente a un 44,29% a favor. La nueva bandera obtuvo la mayor parte de su apoyo en Portland, la principal ciudad del estado, pero los condados rurales votaron de manera importante por mantener la bandera vigente.

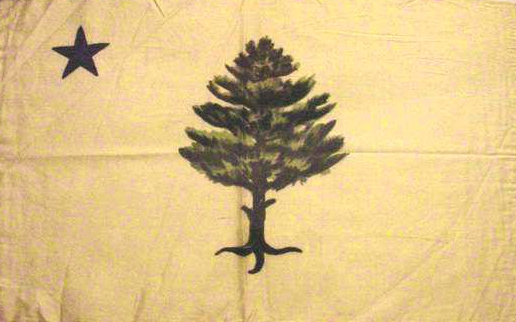
Fotografía de una bandera real con el diseño utilizado entre 1901 y 1909.
Versión simplificada del diseño.
Bandera presentada para referéndum en 2024.

## Otras banderas
Junto a Massachusetts, Maine es uno de los dos estados que cuenta con una bandera de popa o pabellón propio para uso de embarcaciones civiles, aunque tiene poco uso. Cuenta con símbolos de la bandera actual y el anterior, con un campo blanco y el pino verde. El pino verde tiene ancla de marinero a sus espaldas, y las palabras "Maine" y "Dirigo" a su alrededor.
Durante la Guerra de Secesión, el 20.º Regimiento de Infantería conformado por voluntarios de Maine, utilizaron una bandera azul con el águila calva del escudo estadounidense en el centro, rodeado de estrellas.
Luego que en 2019 se rechazara adoptar nuevamente la bandera de 1901, al año siguiente se aprobó el diseño de una bandera conmemorativa del bicentenario del estado. Tras un concurso, fue adoptada una bandera que contenía el pino centrado en la esquina inferior derecha, la Estrella del Norte en el cantón izquierdo sobre un fondo azul oscuro y una barra celeste en el borde inferior.

Bandera mercante y de marina de Maine.
La bandera usada por el 20º Regimiento de Infantería voluntario de Maine durante la Guerra de Secesión.
Bandera del Bicentenario de Maine (2020).